# Hannah Stockbauer
Hannah Stockbauer (ur. 7 stycznia 1982 w Norymberdze) – była niemiecka pływaczka specjalizująca się w średnich i długich dystansach w stylu dowolnym.
Stockbauer w latach 1999-2004 zdobyła pięć tytułów mistrzyni świata oraz trzy tytuły mistrzyni Europy. Najbardziej udany w karierze Stockbauer był 2003 rok, kiedy to zdobyła na mistrzostwach świata złote medale na 400, 800 i 1500 metrów w stylu dowolnym, co zaowocowało tytułami Najlepszej Pływaczki Europy i Świata.
W 2004 roku na igrzyskach olimpijskich w Atenach zdobyła brązowy medal w sztafecie 4 × 200 m dowolnym.
W październiku 2005 r. zdecydowała się zakończyć karierę.

## Wyróżnienia
- 2001, 2003: najlepsza sportsmenka roku w Niemczech
- 2003: Pływaczka Roku na Świecie
- 2003: Pływaczka Roku w Europie